# إينا وايلد
إينا وايلد هي متسابقة دراجات نارية ألمانية، ولدت في 8 مارس 1990 في شفيرته في ألمانيا.